# Équipe de France des moins de 18 ans féminine de handball
Cet article traite de l'équipe féminine des -18 ans (junior). Ne pas confondre avec les équipes senior ou des -20 ans
Maillots
Dernière mise à jour : 11 juillet 2024.
L'équipe de France des moins de 18 ans féminine de handball représente la Fédération française de handball lors des compétitions internationales des moins de 18 ans, notamment aux championnats d'Europe et aux championnats du monde. Elle est composée de joueuses ayant moins de 18 ans.
C'est une équipe de catégorie « Jeunes » (tandis que les U20 sont une équipe de catégorie « Junior »).
Elles sont communément appelées les « U18 » et « U18F ».
L'équipe participe au Championnat d'Europe des moins de 17 ans (W17 EHF EURO en anglais) et au Championnat du monde jeunes (Women's Youth (U18) World Championship, en anglais).
Les U18 ont remporté à deux reprises le Championnat d'Europe des moins de 17 ans, en 2007 et en 2023 (en).
L'entraineur principal actuel est Olivier De Lafuente.

## Palmarès
Championnat du monde jeunes
- 4e place : 2006, 2008, 2010

Championnats d'Europe
- Vainqueur : 2007 et  2023 (en)
- Deuxième : 2009 et 2017
- Troisième : 2005 et 2019

Festival olympique de la jeunesse européenne (FOJE)
- Vainqueurs (2): 2019 et 2023 (Handball au FOJE (en))

## Parcours détaillés
| Année     | Tour                | Rang                | J                   | G                   | N                   | P                   | BP                  | BC                  | D                   |
| --------- | ------------------- | ------------------- | ------------------- | ------------------- | ------------------- | ------------------- | ------------------- | ------------------- | ------------------- |
| 2006 (en) | demi-finale         | 4e place            |                     |                     |                     |                     |                     |                     |                     |
| 2008 (en) | demi-finale         | 4e place            |                     |                     |                     |                     |                     |                     |                     |
| 2010 (en) | demi-finale         | 4e place            |                     |                     |                     |                     |                     |                     |                     |
| 2012 (en) | 1/4 de finale       | 7e place            |                     |                     |                     |                     |                     |                     |                     |
| 2014 (en) | 1/8 de finale       | 16e place           |                     |                     |                     |                     |                     |                     |                     |
| 2016 (en) | 1/4 de finale       | 6e place            |                     |                     |                     |                     |                     |                     |                     |
| 2018 (en) | 1/8 de finale       | 10e place           |                     |                     |                     |                     |                     |                     |                     |
| 2020 (en) | compétition annulée | compétition annulée | compétition annulée | compétition annulée | compétition annulée | compétition annulée | compétition annulée | compétition annulée | compétition annulée |
| 2022 (en) | 1/4 de finale       | 5e place            | 8                   | 6                   | 0                   | 2                   | 216                 | 189                 | +27                 |
| 2024 (en) | demi-finale         | 4e place            |                     |                     |                     |                     |                     |                     |                     |
| Total     | 8 / 9               | 0 titre             |                     |                     |                     |                     |                     |                     |                     |

Légende
- Championnes
- Deuxièmes
- Troisièmes

| Année     | Tour                    | Rang          | J             | G             | N             | P             | BP            | BC            | D             |               |
| --------- | ----------------------- | ------------- | ------------- | ------------- | ------------- | ------------- | ------------- | ------------- | ------------- | ------------- |
| 1992      | Non qualifiée           | Non qualifiée | Non qualifiée | Non qualifiée | Non qualifiée | Non qualifiée | Non qualifiée | Non qualifiée | Non qualifiée | Non qualifiée |
| 1994      | Non qualifiée           | Non qualifiée | Non qualifiée | Non qualifiée | Non qualifiée | Non qualifiée | Non qualifiée | Non qualifiée | Non qualifiée | Non qualifiée |
| 1997      | Non qualifiée           | Non qualifiée | Non qualifiée | Non qualifiée | Non qualifiée | Non qualifiée | Non qualifiée | Non qualifiée | Non qualifiée | Non qualifiée |
| 1999      | Non qualifiée           | Non qualifiée | Non qualifiée | Non qualifiée | Non qualifiée | Non qualifiée | Non qualifiée | Non qualifiée | Non qualifiée | Non qualifiée |
| 2001      | Non qualifiée           | Non qualifiée | Non qualifiée | Non qualifiée | Non qualifiée | Non qualifiée | Non qualifiée | Non qualifiée | Non qualifiée | Non qualifiée |
| 2003      | Non qualifiée           | Non qualifiée | Non qualifiée | Non qualifiée | Non qualifiée | Non qualifiée | Non qualifiée | Non qualifiée | Non qualifiée | Non qualifiée |
| 2005      | demi-finale             | Troisième     |               |               |               |               |               |               |               |               |
| 2007      | Finale                  | Championnes   |               |               |               |               |               |               |               |               |
| 2009 (de) | demi-finale             | 4e place      |               |               |               |               |               |               |               |               |
| 2011 (en) | 1/4 de finale           | 5e place      |               |               |               |               |               |               |               |               |
| 2013 (de) | Tour préliminaire       | 11e place     |               |               |               |               |               |               |               |               |
| 2015 (en) | 1/4 de finale           | 7e place      |               |               |               |               |               |               |               |               |
| 2017 (en) | demi-finale             | 4e place      |               |               |               |               |               |               |               |               |
| 2019 (en) | demi-finale             | Troisième     |               |               |               |               |               |               |               |               |
| 2021 (en) | Match pour la 11e place | 11e place     |               |               |               |               |               |               |               |               |
| 2023 (en) | Finale                  | Championnes   | 7             | 6             | 0             | 1             | 193           | 149           | 44            |               |
| Total     | 9 / 14                  | 2 titres      |               |               |               |               |               |               |               |               |

## Effectifs

### Championnes d'Europe 2023
L'effectif vainqueur du Championnat d'Europe 2023 (en) est :
- Gardiennes de but
  - Léane Gonzalez (Villers, N2),
  - Maëlle Landriau  (Tournefeuille N2)
- Ailières gauches
  - Liyah Naal (Noisy-le-Grand HB rés., N2),
  - Corentine Senant (Landi Lampaul, N2)
- Ailières droites
  - Dawlya Abdou (Bruguières, N1)
  - Blandine Gros (Bordes, N1)
- Pivots
  - Jone Arotçarena-Rosas (Côte Basque, N1)
  - Eléa Ferdilus (Yutz HF N1)
  - Lalie Lambet (Sambre Avesnois Handball, D2)
- Demi-centres
  - Julilove Andon (Paris 92 rés., N2)
  - Mélissa Chantelly (Mérignac HB rés., N1)
  - Claire Koestner (Metz HB rés., N1)
- Arrières gauches
  - Prunelle Kingue (Montpellier N1)
- Arrières droites
  - Emma Bureu-Cruz (Bordes N1)
  - Zeina Injai (Stella Saint-Maur rés., N1)
  - Élise Ollivier (Brest Bretagne HB rés., N1)
- Entraîneur
  - Olivier de Lafuente

### Championnes d'Europe 2007
L'effectif vainqueur du Championnat d'Europe 2007 est, :
- Gardiennes de but
  - Sonia Bonche
  - Pauline Leythienne
- Ailières gauches
  - Marie Jaubert
  - Christelle Manga
  - Estelle Nze Minko
  - Martine Ringayen
- Ailières droites
  - Elodie Boyer
  - Océane Feroussier
- Pivots
  - Laura Ceccaldi
  - Eva Turpin
  - Isaure Vigner
- Demi-centres
  - Marlène Guillon
- Arrières droites
  - Koumba Cissé
  - Marie Prudhomme
- Arrières gauches
  - Céline Blard
  - Gnonsiane Niombla
- Entraîneur
  - Pierre Mangin

## Distinctions individuelles
Au moins quatre joueuses ont été élues dans l'équipe-type d'une compétition :
- Martine Ringayen, élue meilleure ailière gauche du Championnat d'Europe 2007[4]
- Gnonsiane Niombla, élue meilleure arrière gauche du Championnat d'Europe 2007[4]
- Mélissa Chantelly, élue meilleure demi-centre du Championnat d'Europe 2023 (en)[5]
- Dawiya Abdou, élue meilleure ailière droite du Championnat du monde 2024 (en)[6]